# Oldboy
Oldboy (korejsky: 올드보이) je neo-noir film natočený v roce 2003 korejským režisérem Pakem Čchan-ukem. Je druhým snímkem jeho tzv. „trilogie pomsty“. Oldboy v Evropě vzbudil pozornost kombinací typicky asijského přístupu k zobrazování násilí, ale zároveň ironizujícího nadhledu a zajímavého příběhu. Získal mj. velkou cenu poroty na filmovém festivalu v Cannes.
V roce 2013 se dočkal i svého amerického remaku, který odrežíroval americký režisér Spike Lee.

## Děj
Film sleduje životní osudy muže jménem Oh Dae-su, který je znenadání zavřen na patnáct let do jakéhosi soukromého vězení. Když je propuštěn, není už naživu nikdo z jeho blízkých, a Oh Dae-su se rozhodne najít člověka, který jej nechal uvěznit, zjistit, proč to udělal, a pomstít se mu.

## Soundtrack
Hudbu k filmu složil korejský filmový hudební skladatel Yeong-wook Jo.
Téměř všechny skladby na soundtracku jsou pojmenovány po filmech, většina z nich pak po filmech noir.

### Seznam skladeb
1. "Look Who's Talking" (Opening song)
2. Somewhere in the Night
3. The Count of Monte Cristo
4. Jailhouse Rock
5. In a Lonely Place
6. It's Alive
7. The Searchers
8. Look Back in Anger
9. "Vivaldi" – Four Seasons Concerto Concerto No. 4 in F minor, Op. 8, RV 297, "L'inverno" (Winter)
10. Room at the Top
11. "Cries and Whispers (Woo-Jin's theme)"
12. Out of Sight
13. For Whom the Bell Tolls
14. Out of the Past
15. Breathless
16. "The Old Boy" (Dae-Su's theme)
17. Dressed to Kill
18. Frantic
19. Cul-de-Sac
20. Kiss Me Deadly
21. Point Blank
22. Farewell, My Lovely (Lee Woo-Jin's theme)
23. The Big Sleep
24. The Last Waltz (Mi-do's theme)